# Хауккаваара
Ха́уккаваа́ра (фин. Haukkavaara) — посёлок в Лахденпохском районе Республики Карелия, административно относится к Хийтольскому сельскому поселению.

## Общие сведения
Расположен на берегу реки Кокколанйоки.
Через посёлок проходит железная дорога Хийтола — Суоярви, образуя на переезде с автодорогой 86К-116 (Хийтола — Алхо) остановочный пункт 176 км, некогда бывший станцией. До 1927 года от станции отходила узкоколейная ветка на Пеконлахти.
В шести километрах от посёлка проходит трасса А121 («Сортавала»). Расстояние до районного центра Лахденпохья — 52 км.
С финского языка название посёлка переводится как «Ястребиная гора».

## Население
| 2002 | 2009 | 2010 | 2013 |
| ---- | ---- | ---- | ---- |
| 27   | ↘24  | ↗27  | ↘23  |